# Teorema del grafo cerrado (análisis funcional)
En matemáticas, particularmente en análisis funcional y topología, el teorema del grafo cerrado es un resultado que conecta la continuidad de ciertos tipos de funciones con una propiedad topológica de su grafo. En su forma más elemental, el teorema del grafo cerrado establece que una función lineal entre dos espacios de Banach es continuo si y solo si el grafo de dicha función es cerrado.
El teorema del grafo cerrado tiene una amplia aplicación en todo el análisis funcional, porque puede controlar si un operador lineal parcialmente definido admite extensiones continuas. Por esta razón, se ha generalizado a muchas circunstancias más allá de la formulación elemental anterior.

## Preliminares
El teorema del grafo cerrado es el resultado de la aplicación lineal {\displaystyle f:X\to Y} entre dos espacios vectoriales dotados de topologías, convirtiéndolos en espacios vectoriales topológicos (EVT). De ahora en adelante se supondrá que {\displaystyle X} e {\displaystyle Y} son espacios vectoriales topológicos, como los espacios de Banach, por ejemplo, y que los productos cartesianos, como {\displaystyle X\times Y,}, están dotados de topología producto.
El grafo de esta función es el subconjunto
{\displaystyle \operatorname {grafo} {\!(f)}=\{(x,f(x)):x\in \operatorname {dom} f\}},  de {\displaystyle \operatorname {dom} (f)\times Y=X\times Y},
donde {\displaystyle \operatorname {dom} f=X} denota el dominio de la función.
Se dice que la aplicación {\displaystyle f:X\to Y} tiene un grafo cerrado (en {\displaystyle X\times Y}) si su grafo {\displaystyle \operatorname {grafo} f} es un subconjunto cerrado del espacio producto {\displaystyle X\times Y} (con la habitual topología producto).
De manera similar, se dice que {\displaystyle f} tiene un grafo secuencialmente cerrado si {\displaystyle \operatorname {grafo} f} es un subconjunto secuencialmente cerrado de {\displaystyle X\times Y}.
Un operador lineal cerrado es una aplicación lineal cuyo grafo es cerrado (no es necesario que sea continuo o acotado).
Es común en el análisis funcional llamar a dichas aplicaciones "cerradas", pero esto no debe confundirse con la noción no equivalente de una "aplicación cerrada" que aparece en la topología general.
Funciones parciales
Es común en el análisis funcional considerar funciones parciales, que son aquellas definidas en un subconjunto denso de algún espacio {\displaystyle X}.
Se declara una función parcial {\displaystyle f} con la notación {\displaystyle f:D\subseteq X\to Y}, que indica que {\displaystyle f} tiene el prototipo {\displaystyle f:D\to Y} (es decir, su dominio es {\displaystyle D} y su codominio es {\displaystyle Y}) y que {\displaystyle \operatorname {dom} f=D} es un subconjunto denso de {\displaystyle X}.
Dado que el dominio se denota por {\displaystyle \operatorname {dom} f,}, no siempre es necesario asignar un símbolo (como {\displaystyle D}) al dominio de una función parcial, en cuyo caso se puede usar la notación {\displaystyle f:X\rightarrowtail Y} o {\displaystyle f:X\rightharpoonup Y} para indicar que {\displaystyle f} es una función parcial con codominio {\displaystyle Y}, cuyo dominio {\displaystyle \operatorname {dom} f} es un subconjunto denso de {\displaystyle X}..
Un operador lineal densamente definido entre espacios vectoriales es una función parcial {\displaystyle f:D\subseteq X\to Y} cuyo dominio {\displaystyle D} es un subespacio vectorial denso de un EVT {\displaystyle X} tal que {\displaystyle f:D\to Y} es una aplicación lineal.
Un ejemplo prototípico de una función parcial es el operador derivada, que solo se define en el espacio {\displaystyle D:=C^{1}([0,1])} de una función función diferenciable, un subconjunto denso del espacio {\displaystyle X:=C([0,1])} de funciones continuas.
Cada función parcial es, en particular, una función, y por lo tanto, se les puede aplicar toda la terminología para funciones. Por ejemplo, el grafo de una función parcial {\displaystyle f} es (como antes) el conjunto
{\textstyle \operatorname {grafo} {\!(f)}=\{(x,f(x)):x\in \operatorname {dom} f\}}.
Sin embargo, una excepción a este principio es la definición de "grafo cerrado". Se dice que una función parcial {\displaystyle f:D\subseteq X\to Y} tiene un grafo cerrado (respectivamente, un grafo secuencialmente cerrado) si {\displaystyle \operatorname {grafo} f} es un grafo cerrado subconjunto (respectivamente, cerrado secuencialmente) de {\displaystyle X\times Y} en la topología producto. Es importante tener en cuenta que el espacio del producto es {\displaystyle X\times Y} y no {\displaystyle D\times Y=\operatorname {dom} f\times Y}, como se definió anteriormente para funciones ordinarias.

### Aplicacións que se pueden cerrar y cierres
Un operador lineal {\displaystyle f:D\subseteq X\to Y} es cerrable en {\displaystyle X\times Y}' si existe un subespacio vectorial subespacio vectorial {\displaystyle E\subseteq X} que contiene {\displaystyle D} y una función (respectivamente, multifunción) {\displaystyle F:E\to Y} cuya grafo es igual al cierre del conjunto {\displaystyle \operatorname {grafo} f} en {\displaystyle X\times Y}. Tal {\displaystyle F} se llama cierre de {\displaystyle f} en {\displaystyle X\times Y} , se denota por {\displaystyle {\overline {f}},} y necesariamente extiende {\displaystyle f}.
Si {\displaystyle f:D\subseteq X\to Y} es un operador lineal que se puede cerrar entonces un núcleo o un dominio esencial de {\displaystyle f} es un subconjunto {\displaystyle C\subseteq D} tal que el cierre en {\displaystyle X\times Y} del grafo de la restricción {\displaystyle f{\big \vert }_{C}:C\to Y} de {\displaystyle f} a {\displaystyle C} es igual al cierre del grafo de {\displaystyle f} en {\displaystyle X\times Y} (es decir, el cierre del {\displaystyle \operatorname {grafo} f} en {\displaystyle X\times Y} es igual al cierre del {\displaystyle \operatorname {grafo} f{\big \vert }_{C}} en {\displaystyle X\times Y}).

### Caracterizaciones de grafos cerrados (topología general)
En todo momento, sean {\displaystyle X} y {\displaystyle Y} espacios topológicos y {\displaystyle X\times Y} esté dotado de la topología del producto.

#### Función con grafo cerrado
Si {\displaystyle f:X\to Y} es una función, entonces se dice que tiene un grafo cerrado si satisface cualquiera de las siguientes condiciones equivalentes:
1. (Definición): El grafo {\displaystyle \operatorname {grafo} f} de {\displaystyle f} es un subconjunto cerrado de {\displaystyle X\times Y}.
2. Para cada {\displaystyle x\in X} y red {\displaystyle x_{\bullet }=\left(x_{i}\right)_{i\in I}} en {\displaystyle X} tal que {\displaystyle x_{\bullet }\to x} en {\displaystyle X,} si {\displaystyle y\in Y} es tal que {\displaystyle f\left(x_{\bullet }\right)=\left(f\left(x_{i}\right)\right)_{i\in I}\to y} red en {\displaystyle Y} entonces {\displaystyle y=f(x)}.[2]
  - Compárese esto con la definición de continuidad en términos de redes, que se recuerda que es la siguiente: para cada {\displaystyle x\in X} y {\displaystyle x_{\bullet }=\left(x_{i}\right)_{i\in I}} neto en {\displaystyle X} tal que {\displaystyle x_{\bullet }\to x} en {\displaystyle X}, {\displaystyle f\left(x_{\bullet }\right)\to f(x)} en {\displaystyle Y}.
  - Así, para mostrar que la función {\displaystyle f} tiene un grafo cerrado, "se puede" suponer que {\displaystyle f\left(x_{\bullet }\right)} converge en {\displaystyle Y} a algún {\displaystyle y\in Y} (y luego mostrar que {\displaystyle y=f(x)}), mientras que para mostrar que {\displaystyle f} es continua, se puede "no" suponer que {\displaystyle f\left(x_{\bullet }\right)} converge en {\displaystyle Y} a algún {\displaystyle y\in Y} y, en cambio, debe demostrarse que esto es cierto (y además, debe demostrarse más específicamente que {\displaystyle f\left(x_{\bullet }\right)} converge a {\displaystyle f(x)} en {\displaystyle Y}).

y si {\displaystyle Y} es un espacio compacto de Hausdorff, entonces se puede agregar a esta lista que:
1. {\displaystyle f} es continua.[3]

y si tanto {\displaystyle X} como {\displaystyle Y} son espacios que cumplen el primer axioma de numerabilidad, entonces se puede agregar a esta lista:
1. {\displaystyle f} tiene un grafo secuencialmente cerrado en {\displaystyle X\times Y}.

Función con un grafo secuencialmente cerrado
Si {\displaystyle f:X\to Y} es una función, entonces las siguientes proposiciones son equivalentes:
1. {\displaystyle f} tiene un grafo secuencialmente cerrado en {\displaystyle X\times Y}.
2. Definición: el grafo de {\displaystyle f} es un subconjunto secuencialmente cerrado de {\displaystyle X\times Y}.
3. Para cada {\displaystyle x\in X} y cada secuencia {\displaystyle x_{\bullet }=\left(x_{i}\right)_{i=1}^{\infty }} en {\displaystyle X} tal que {\displaystyle x_{\bullet }\to x} en {\displaystyle X,} si {\displaystyle y\in Y} es tal que el {\displaystyle f\left(x_{\bullet }\right):=\left(f\left(x_{i}\right)\right)_{i=1}^{\infty }\to y} red en {\displaystyle Y}, entonces {\displaystyle y=f(x)}.[2]

### Propiedades básicas de aplicacións con grafos cerrados
Supóngase que {\displaystyle f:D(f)\subseteq X\to Y} es un operador lineal entre espacios de Banach.
- Si {\displaystyle A} está cerrado, entonces {\displaystyle A-s\operatorname {Id} _{D(f)}} está cerrado donde {\displaystyle s} es un escalar y {\displaystyle \operatorname {Id} _{D(f)}} es la función identidad.
- Si {\displaystyle f} es cerrada, entonces su núcleo (o espacio nulo) es un subespacio vectorial cerrado de {\displaystyle X}.
- Si {\displaystyle f} es cerrada e inyectiva, entonces su inversa {\displaystyle f^{-1}} también es cerrada.
- Un operador lineal {\displaystyle f} admite un cierre si y solo si para cada {\displaystyle x\in X} y cada par de secuencias {\displaystyle x_{\bullet }=\left(x_{i}\right)_{i=1}^{\infty }} y {\displaystyle z_{\bullet }=\left(z_{i}\right)_{i=1}^{\infty }} en {\displaystyle D(f)} ambas convergen a {\displaystyle x} en {\displaystyle X}, de manera que tanto {\displaystyle f\left(x_{\bullet }\right)=\left(f\left(x_{i}\right)\right)_{i=1}^{\infty }} como {\displaystyle f\left(z_{\bullet }\right)=\left(f\left(z_{i}\right)\right)_{i=1}^{\infty }} convergen en {\displaystyle Y}, entonces se tiene que {\displaystyle \lim _{i\to \infty }f\left(x_{i}\right)=\lim _{i\to \infty }f\left(z_{i}\right)}.

## Ejemplos y contraejemplos

### Aplicaciones continuas pero no cerradas
- Sea {\displaystyle X} el conjunto de los números reales {\displaystyle \mathbb {R} } con la topología euclídea habitual, e {\displaystyle Y} denote {\displaystyle \mathbb {R} } con la topología trivial (donde {\displaystyle Y} no es de Hausdorff y que cada función valorada en {\displaystyle Y} es continua).
Hágase que {\displaystyle f:X\to Y} esté definida por {\displaystyle f(0)=1} y {\displaystyle f(x)=0} para todos los {\displaystyle x\neq 0}.
Entonces, {\displaystyle f:X\to Y} es continua pero su grafo no está cerrado en {\displaystyle X\times Y}.[2]
- Si {\displaystyle X} es cualquier espacio, entonces la aplicación de identidad {\displaystyle \operatorname {Id} :X\to X} es continua pero su grafo, que es la diagonal {\displaystyle \operatorname {grafo} \operatorname {Id} =\{(x,x):x\in X\}}, está cerrada en {\displaystyle X\times X} si y solo si {\displaystyle X} es de Hausdorff.[4] En particular, si {\displaystyle X} no es de Hausdorff, entonces {\displaystyle \operatorname {Id} :X\to X} es continua pero "no" cerrada.
- Si {\displaystyle f:X\to Y} es una aplicación continua cuyo grafo no está cerrado, entonces {\displaystyle Y} "no" es un espacio de Hausdorff.

### Aplicacións cerradas pero no continuas
- Si {\displaystyle (X,\tau )} es un EVT de Hausdorff y {\displaystyle \nu } es una topología vectorial en {\displaystyle X} que es estrictamente más fina que {\displaystyle \tau }, entonces la aplicación de identidad {\displaystyle \operatorname {Id} :(X,\tau )\to (X,\nu )} es un operador lineal discontinuo cerrado.[5]
- Considérese el operador derivada {\displaystyle A={\frac {d}{dx}}}, donde {\displaystyle X=Y=C([a,b])} es el espacio de Banach de todas las funciones continuas en un intervalo {\displaystyle [a,b]}.
Si se toma su dominio {\displaystyle D(f)} como {\displaystyle C^{1}([a,b]),}, entonces {\displaystyle f} es un operador cerrado, que no está acotado.[6]
Por otro lado, si {\displaystyle D(f)} es el espacio {\displaystyle C^{\infty }([a,b])} de las funciones diferenciables escalarmente valuadas, entonces {\displaystyle f} ya no estará cerrada, pero se podrá cerrar, siendo el cierre su extensión definida en {\displaystyle C^{1}([a,b])}.
- Sean {\displaystyle X} e {\displaystyle Y} los números reales {\displaystyle \mathbb {R} } con la topología euclídea habitual. Sea {\displaystyle f:X\to Y} definida por {\displaystyle f(0)=0} y {\displaystyle f(x)={\frac {1}{x}}} para todo {\displaystyle x\neq 0}. Entonces, {\displaystyle f:X\to Y} tiene un grafo cerrado (y un grafo cerrado secuencialmente) en {\displaystyle X\times Y=\mathbb {R} ^{2}} pero "no" es continua (ya que tiene una discontinuidad en {\displaystyle x=0}).[2]
- Sea {\displaystyle X} el conjunto de los números reales {\displaystyle \mathbb {R} } con la topología euclídea habitual, sea {\displaystyle Y} el conjunto {\displaystyle \mathbb {R} } con la topología discreta y sea {\displaystyle \operatorname {Id} :X\to Y} la función identidad (es decir, {\displaystyle \operatorname {Id} (x):=x} para cada {\displaystyle x\in X}). Entonces, {\displaystyle \operatorname {Id} :X\to Y} es una aplicación lineal cuyo grafo está cerrado en {\displaystyle X\times Y} pero claramente "no" es continua (ya que los conjuntos unitarios están abiertos en {\displaystyle Y} pero no en {\displaystyle X}).[2]

## Teoremas de grafo cerrado

### Entre espacios de Banach
| Teoremas de grafo cerrado entre espacios de Banach Si {\displaystyle T:X\to Y} es un operador lineal definido en todas partes entre espacios de Banach, entonces lo siguiente es equivalente: 1. {\displaystyle T} es continuo. 2. {\displaystyle T} está cerrado (es decir, el grafo de {\displaystyle T} está cerrado en la topología producto en {\displaystyle X\times Y)}. 3. Si {\displaystyle x_{\bullet }=\left(x_{i}\right)_{i=1}^{\infty }\to x} en {\displaystyle X} entonces {\displaystyle T\left(x_{\bullet }\right):=\left(T\left(x_{i}\right)\right)_{i=1}^{\infty }\to T(x)} en {\displaystyle Y}. 4. Si {\displaystyle x_{\bullet }=\left(x_{i}\right)_{i=1}^{\infty }\to 0} en {\displaystyle X} entonces {\displaystyle T\left(x_{\bullet }\right)\to 0} en {\displaystyle Y}. 5. Si {\displaystyle x_{\bullet }=\left(x_{i}\right)_{i=1}^{\infty }\to x} en {\displaystyle X} y si {\displaystyle T\left(x_{\bullet }\right)} converge en {\displaystyle Y} a algún {\displaystyle y\in Y}, entonces {\displaystyle y=T(x)}. 6. Si {\displaystyle x_{\bullet }=\left(x_{i}\right)_{i=1}^{\infty }\to 0} en {\displaystyle X} y si {\displaystyle T\left(x_{\bullet }\right)} converge en {\displaystyle Y} a algún {\displaystyle y\in Y}, entonces {\displaystyle y=0}. |

Se requiere que el operador esté definido en todas partes, es decir, el domain {\displaystyle D(T)} de {\displaystyle T} es {\displaystyle X}. Esta condición es necesaria, ya que existen operadores lineales cerrados que no están acotados (no son continuos). Un ejemplo prototípico lo proporciona el operador derivado en {\displaystyle C([0,1])}, cuyo dominio es un subconjunto estricto de {\displaystyle C([0,1])}.
La prueba habitual del teorema del grafo cerrado emplea el teorema de la aplicación abierta.
De hecho, el teorema del grafo cerrado, el teorema de la aplicación abierta y el teorema inverso acotado son todos equivalentes.
Esta equivalencia también sirve para demostrar la importancia de que {\displaystyle X} y {\displaystyle Y} sean espacios de Banach, y se pueden construir aplicaciones lineales que tengan inversas ilimitadas en este entorno, por ejemplo, usando funciones continuas con soporte compacto o usando secuencias con un número finito de términos distintos de cero junto con la norma del supremo.

### Codominio metrizable completo
El teorema del grafo cerrado se puede generalizar desde espacios de Banach a espacios vectoriales topológicos más abstractos de las siguientes maneras.
| Teorema Un operador lineal desde un espacio barrilado {\displaystyle X} a un espacio de Fréchet {\displaystyle Y} es continuo si y sólo si su grafo es cerrado. |

#### Entre espacios F
Hay versiones que no requieren que {\displaystyle Y} sea localmente convexo.
| Teorema Una aplicación lineal entre dos espacios F es continua si y solo si su grafo es cerrado. |

Este teorema se reformula y se amplía con algunas condiciones que se pueden utilizar para determinar si un grafo es cerrado:
| Teorema Si {\displaystyle T:X\to Y} es una aplicación lineal entre dos espacios F, entonces lo siguiente es equivalente: 1. {\displaystyle T} es continua. 2. {\displaystyle T} tiene un grafo cerrado. 3. Si {\displaystyle x_{\bullet }=\left(x_{i}\right)_{i=1}^{\infty }\to x} en {\displaystyle X} y si {\displaystyle T\left(x_{\bullet }\right):=\left(T\left(x_{i}\right)\right)_{i=1}^{\infty }} converge en {\displaystyle Y} a algún {\displaystyle y\in Y,} entonces {\displaystyle y=T(x)}. 4. Si {\displaystyle x_{\bullet }=\left(x_{i}\right)_{i=1}^{\infty }\to 0} en {\displaystyle X} y si {\displaystyle T\left(x_{\bullet }\right)} converge en {\displaystyle Y} a algún {\displaystyle y\in Y}, entonces {\displaystyle y=0}. |

### Codominio pseudometrizable completo
Cada espacio topológico metrizable es pseudometrizable. Un espacio pseudométrico es metrizable si y solo si es de Hausdorff.
| Teorema del grafo cerrado Además, una aplicación lineal cerrada desde un espacio ultrabarrilado localmente convexo sobre un [[Espacio vectorial topológico metrizable] EVT pseudometrizable]] completo es continua. |

| Teorema del grafo cerrado Una aplicación lineal cerrada y acotada desde un espacio infrabarrilado localmente convexo sobre un espacio localmente convexo completo pseudometrizable es continua. |

### Codominio no completo o (pseudo) metrizable
| Teorema Supóngase que {\displaystyle T:X\to Y} es una aplicación lineal cuyo grafo es cerrado. Si {\displaystyle X} es un límite inductivo de EVTs de Baire e {\displaystyle Y} es un espacio reticulado, entonces {\displaystyle T} es continua. |

{{teorema|título=Teorema del grafo cerrado|1=
Una aplicación lineal sobreyectiva cerrada desde un EVT pseudometrizable sobre un [[espacio ultrabarrilado] localmente convexo es continua.}}
Una versión aún más general del teorema del grafo cerrado es
| Teorema Supóngase que {\displaystyle X} e {\displaystyle Y} son dos espacios vectoriales topológicos (no necesitan ser de Hausdorff o localmente convexos) con la siguiente propiedad: Si {\displaystyle G} es cualquier subespacio cerrado de {\displaystyle X\times Y} y {\displaystyle u} es cualquier aplicación continua de {\displaystyle G} sobre {\displaystyle X}, entonces {\displaystyle u} es una aplicación abierta. Bajo esta condición, si {\displaystyle T:X\to Y} es una aplicación lineal cuyo grafo es cerrado, entonces {\displaystyle T} es continua. |

## Teorema del grafo de Borel
El teorema del grafo de Borel, demostrado por L. Schwartz, permite afirmar que el teorema del grafo cerrado es válido para aplicaciones lineales definidas y valoradas en la mayoría de los espacios encontrados en el análisis.
Recuérdese que un espacio topológico se llama espacio polaco si es un espacio metrizable completo separable y que un espacio de Souslin es la imagen continua de un espacio polaco. El dual débil de un espacio de Fréchet separable y el dual fuerte de un espacio de Fréchet-Montel separable son espacios de Souslin. Además, el espacio de distribuciones y todos los espacios Lp sobre subconjuntos abiertos del espacio euclidiano, así como muchos otros espacios que aparecen en análisis matemático, son espacios de Souslin.
El teorema del grafo de Borel establece que:
| Teorema del grafo de Borel Sea {\displaystyle u:X\to Y} una aplicación lineal entre dos espacios localmente convexos de Hausdorff, {\displaystyle X} e {\displaystyle Y}. Si {\displaystyle X} es el límite inductivo de una familia arbitraria de espacios de Banach, si {\displaystyle Y} es un espacio de Souslin y si el grafo de {\displaystyle u} es un conjunto de Borel en {\displaystyle X\times Y}, entonces {\displaystyle u} es continua. |

Una mejora de este teorema, demostrada por A. Martineau, utiliza espacios K-analíticos.
Un espacio topológico {\displaystyle X} se llama {\displaystyle K_{\sigma \delta }} si es la intersección numerable de uniones numerables de conjuntos compactos.
Un espacio topológico de Hausdorff {\displaystyle Y} se llama K-analítico si es la imagen continua de un espacio {\displaystyle K_{\sigma \delta }} (es decir, si hay un espacio {\displaystyle K_{\sigma \delta }} {\displaystyle X} y una aplicación continua de {\displaystyle X} en {\displaystyle Y}).
Todo conjunto compacto es K-analítico, por lo que existen espacios K-analíticos no separables. Además, cada espacio reflexivo polaco, de Souslin y de Fréchet es K-analítico al igual que el dual débil de un espacio de Fréchet.
El teorema generalizado del grafo de Borel establece que:
| Teorema del grafo de Borel generalizado Sea {\displaystyle u:X\to Y} una aplicación lineal entre dos espacios de Hausdorff localmente convexos, {\displaystyle X} e {\displaystyle Y}. Si {\displaystyle X} es el límite inductivo de una familia arbitraria de espacios de Banach, si {\displaystyle Y} es un espacio K-analítico y si el grafo de {\displaystyle u} es cerrado en {\displaystyle X\times Y}, entonces {\displaystyle u} es continua. |

## Resultados relacionados
Si {\displaystyle F:X\to Y} es un operador lineal cerrado de un EVT localmente convexo y de Hausdorff {\displaystyle X} sobre un EVT {\displaystyle Y} de dimensión finita de Hausdorff, entonces {\displaystyle F} es continuo.